# Râul Mirioara
Râul Mirioara este un curs de apă, afluent al râului Crememeț. 